# ソノラ砂漠

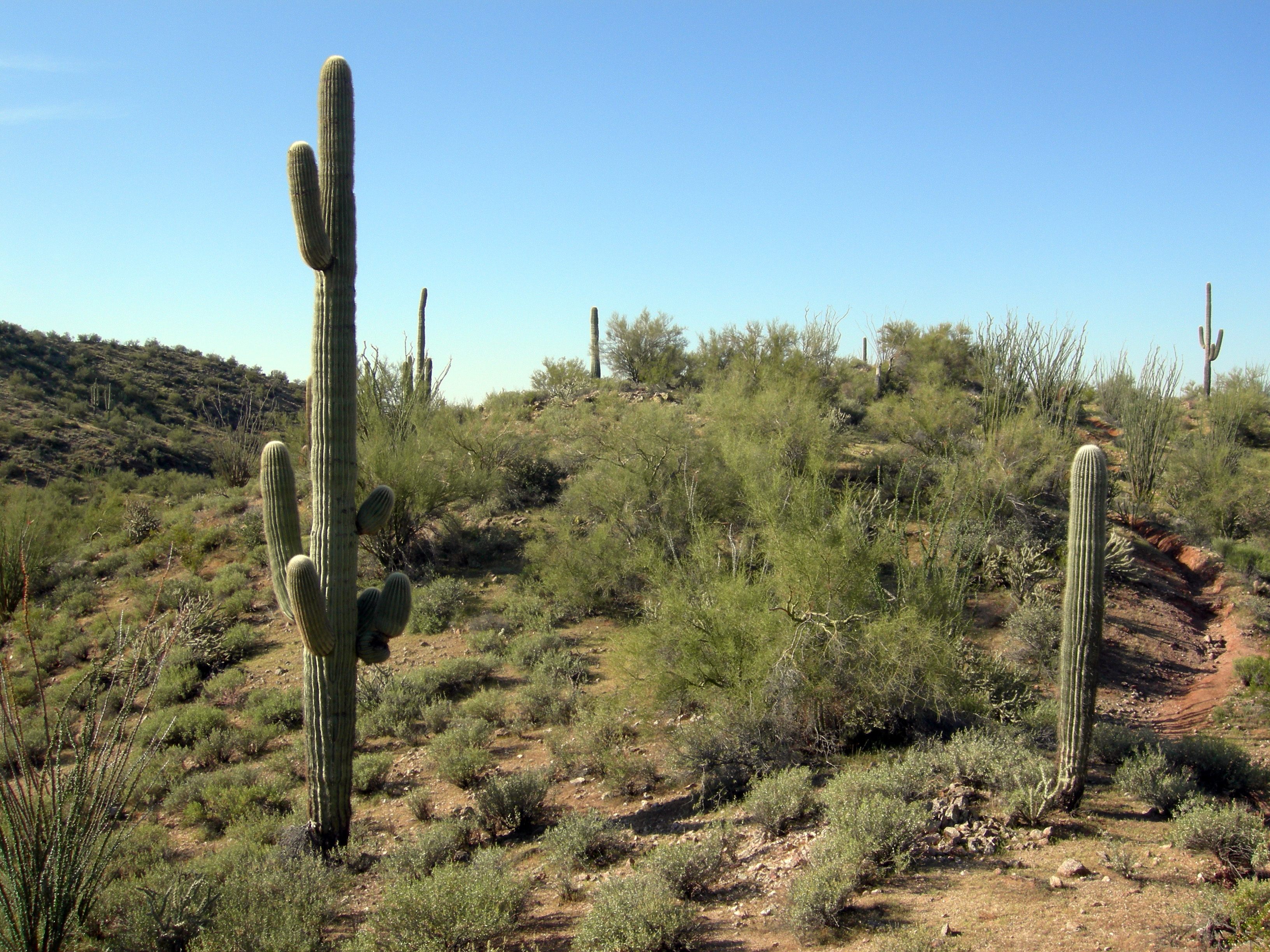

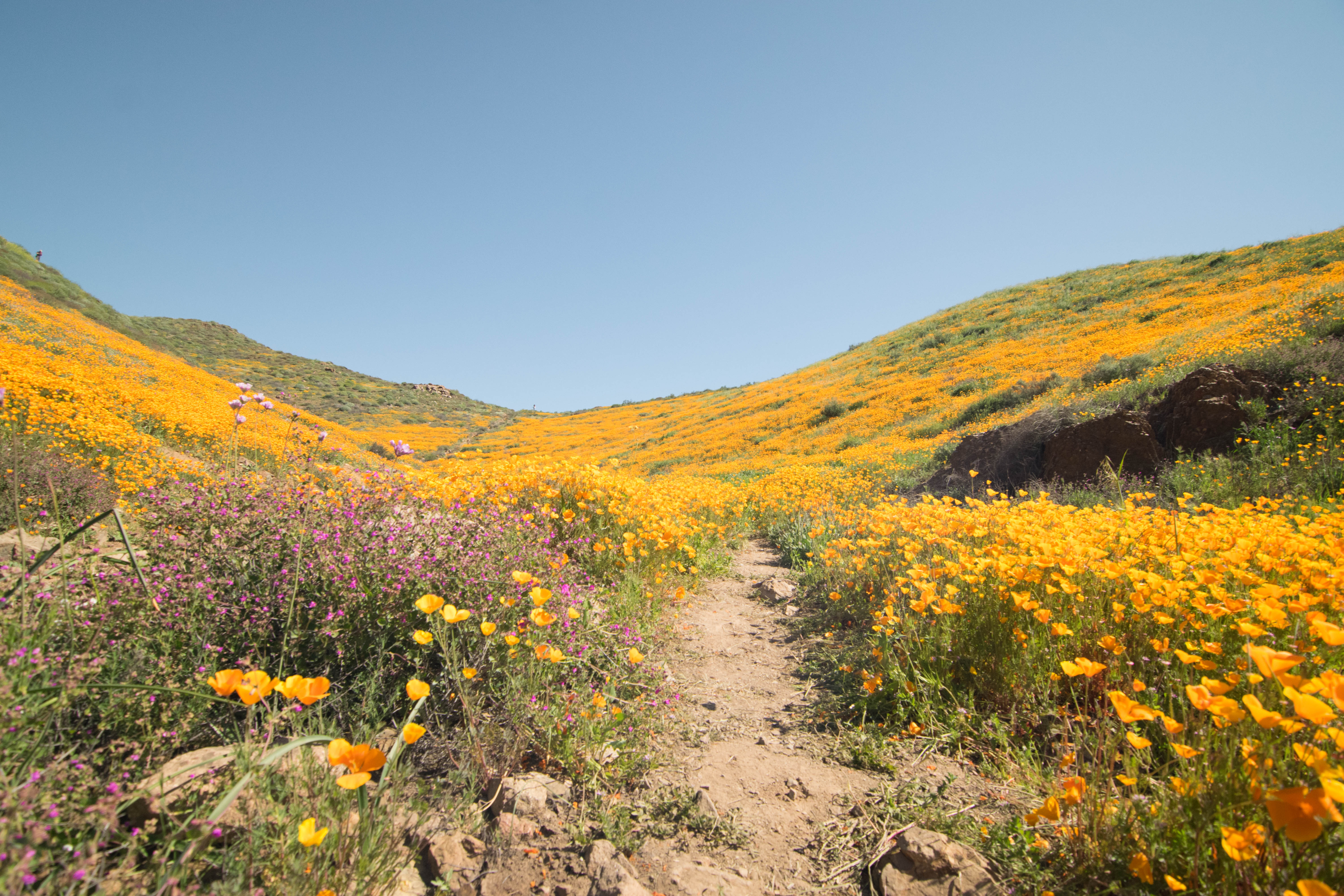
めったに花が咲かない場所で、一気に花が開花するスーパーブルーム現象時のソノラ砂漠（2017）

ソノラ砂漠（ソノラさばく、英語: Sonoran Desert）は、アメリカ合衆国アリゾナ州、カリフォルニア州及びメキシコ合衆国ソノラ州にかけて広がる砂漠である。
湿った風が西から吹き込むが太平洋岸の山脈に阻まれ、雨雲は砂漠に発生しないことが1年の大半を占め、北アメリカで最も暑く広い砂漠の1つとなった。面積は311,000平方キロメートルで、ユマ砂漠・コロラド砂漠を含み、日本の本州がすっぽりと入る規模である。5月が1年でもっとも乾燥する季節となり、真昼の気温は40℃に達する。コヨーテ、ガラガラヘビ、ヒメコンドル、アメリカドクトカゲなどが生息している。
2012年、ディスカバリー・チャンネルによって「乗客が生き残るための真剣な研究」の一環として、ボーイング727の墜落実験が行われた。なお、その様子はYouTubeで見ることができる。
多くの不法移民が、砂漠にあるアメリカ＝メキシコ国境を越えてアメリカ側へ移動してくるが、しばしば砂漠の過酷な地形や気温で体力を奪われて、死亡する事件が多発している。